# غايل يونغ
غايل يونغ هي ملحنة كندية، ولدت في 22 مارس 1950 في سانت كاثرينز في كندا.

## وصلات خارجية
- الموقع الرسمي
- غايل يونغ على موقع ميوزك برينز (الإنجليزية)
- غايل يونغ على موقع ديسكوغز (الإنجليزية)